# Jan II van Chalon-Arlay
Jan II van Chalon-Arlay  was een zoon van Hugo I van Chalon-Arlay en Beatrix de la Tour. Hij was heer van Arlay, Arguel en Ciuseaux. Hij was gehuwd met Margaretha van Mello.
Jan II was de belangrijkste tegenstander van hertog Odo IV van Bourgondië, nadat deze in 1330 ook graaf van Bourgondië was geworden. In 1336 kwam Jan in opstand tegen de vertegenwoordigers van de hertog, waarbij hij steun kreeg van Engeland. Hij onderwierp zich echter aan het oordeel van koning Filips VI van Frankrijk, die hem in juni 1337 tot een symbolische hechtenis veroordeelde. Jan kwam in 1346 opnieuw in opstand, waarbij hij zich verbond met koning Eduard III van Engeland op 9 oktober 1346. In 1348 bemiddelde koning Filips VI opnieuw een vrede. Jan II erfde van zijn moeder de rechten op de Dauphiné, maar stond deze af aan de koning van Frankrijk. In 1352 kocht hij de heerlijkheid Sallanches.
Kinderen:
- Hugo II van Chalon-Arlay
- Lodewijk I van Chalon-Arlay
- Margaretha (1338-1392), getrouwd Stefanus van Montfaucon

Literatuur: Lexikon des Mittelalters.